# Мессениус, Иоханнес
Иоханнес Мессениус (швед. Johannes Messenius, 1579—1636) — шведский историк.

## Биография
Учился в иезуитской коллегии в Браунсберге, но, вернувшись в Швецию, разорвал с иезуитами, издал «Detectio fraudis jesuiticae» и получил профессуру политики в Упсальском университете. В борьбе Карла IX с Сигизмундом Мессениус был на стороне первого и печатно доказывал его права на престол.
С 1611 года Мессениус издал ряд исторических трудов («Chronicon episcoporum per sueciam», «Specula», «Retorsio imposturarum» и др.), не чуждых критики и основанных на первоисточниках. Его драмы пользовались в своё время большой популярностью; темы их — исторические. Мессениусу принадлежит и ряд исторических песен. В 1616 году на Мессениуса пало обвинение в сообщничестве с иезуитами и Сигизмундом польским; он был присужден к пожизненному лишению свободы и заключен в Кайанеборге, близ Улеаборга, а потом в самом Улеоборге, где заключение его было значительно смягчено и где он и умер.
Главный труд Мессениуса — «Scandia illustrata», обозревающая историю Швеции до царствования Кристины. Здесь Мессениус порвал со многими историческими взглядами своих современников (например, Рюдбека) и стал на вполне самостоятельную почву, вследствие чего труд его мог быть издан только в 1700—1705 гг. «Scandia illustrata» Мессениуса — своего рода подвиг, в особенности если припомнить скудость исторических трудов XVI столетия. Рассказ о литургическом конфликте в царствование Иоанна III — шедевр (франц. chef d’oeuvre) в своем роде. Талант изложения соединялся у Мессениуса с большой тщательностью изыскания и редким трудолюбием.
Сын Иоханнеса Мессениуса, Арнольд Юхан Мессениус (1608—1651), также известен как историк.